# Bar Montseny
Bar Montseny és una masia gòtica habilitada com a restaurant de Breda (Selva) inclosa a l'Inventari del Patrimoni Arquitectònic de Catalunya.

## Descripció
Antiga masia, actualment utilitzada com a bar-restaurant i apartaments, situada al nucli urbà de Breda, amb un mur mitjaner i tres façanes.
L'estructura actual de l'edifici (no conserva tota l'estructura original) és de planta quadrangular, i té planta baixa i dos pisos (l'últim pis només està alçat al costat sud de l'edifici), amb la teulada a un vessant al costat nord (amb ràfec de doble filera, format per una filera de rajols en punta de diamant i una altra de rajols plans), i un terrat amb grava sense ús al costat sud.
A la façana principal, al costat esquerre, la porta d'entrada en arc de mig punt format per dovelles, i al costat dret d'aquesta dues finestres petites en arc de llinda (abans una única finestra).
Al primer pis, sobre la porta, un antic finestral gòtic, ara un balcó en arc de llinda, que conserva els suports del trencaaigües, esculpits, i l'ampit de la finestra sota el balcó (la finestra ha estat ampliada a la part superior, però reduït de la part inferior, de manera que l'ampit ara és un element més de la façana. Aquesta modificació ha estat conseqüència de la restauració feta l’agost de 2004, que va suprimir tots els elements de l'interior que es feren de nou. La necessitat de fer coincidir el pis amb el balcó, explicaria la (des)situació d'aquests elements).
Al costat dret un balcó (que abans de la recent reforma era una finestra en arc de llinda, però que almenys fins a principis del segle xx, tenia arc conopial i arquets).
Tots dos balcons tenen barana de ferro forjat.
Al segon pis, antigament part de les golfes, un altre balcó en arc de llinda i barana de ferro forjat.
Les obertures de les façanes laterals (balcons, finestres i una porta al costat esquerre) totes són en arc de llinda.

## Història
Segons la tradició Can Trunes fou la primera casa que es construí a Breda. Però l'arxiu familiar es perdé en un incendi a principis del segle XX i no es conserven documents anteriors al segle xiv. Possiblement, però hi hagi algunes restes d'un edifici del segle ix.